# Ancistrus jataiensis
Az Ancistrus jataiensis a sugarasúszójú halak (Actinopterygii) osztályának harcsaalakúak (Siluriformes) rendjébe, ezen belül a tepsifejűharcsa-félék (Loricariidae) családjába tartozó faj.

## Előfordulása
Az Ancistrus jataiensis Dél-Amerikában fordul elő. Kizárólag a Tocantins-folyómedence felső szakaszán levő Vermelho-folyó egyik mellékfolyójában, az úgynevezett Jatai folyóban található meg. Az élőhelyét képező folyó, egyben e halfaj névadója is. Brazília egyik endemikus hala.

## Megjelenése
Ez a tepsifejűharcsafaj legfeljebb 5,4 centiméter hosszú. 28 csigolyája van. Hiányzik a zsírúszója; ahelyett 2-4 alacsony taréjt képező lemezkék láthatók. Az ajkai csupaszok, azaz bajusz nélküliek; azonban a nagy hímek fején jól szétágazó nyúlványok ülnek. Teste széles.

## Életmódja
Trópusi és édesvízi halfaj. Mint a többi algaevő harcsafaj, a víz fenekén él és keresi meg a táplálékát.